# ريملان بايين
ريملان بايين (بالفارسية: ریملان پایین) هي قرية تقع في دشتياري في إيران. يقدر عدد سكانها بـ 477 نسمة بحسب إحصاء 2016.